# Zamboanga Peninsula
Die Zamboanga Peninsula ist sowohl eine Halbinsel als auch eine Region der Philippinen (Region IX). Die Region umfasst eine Fläche von 16.823 km² und hat eine Einwohnerzahl von 3.742.000. Sie bildet den westlichen Ausläufer der Insel Mindanao.
Die Zamboanga-Halbinsel ist in drei Provinzen aufgeteilt: Zamboanga del Norte, Zamboanga del Sur und Zamboanga Sibugay. Die gesamte südöstliche Spitze der Halbinsel wird von Zamboanga City eingenommen, einer Stadt, die keiner Provinz untersteht.
Das Verwaltungszentrum der Region befindet sich in Pagadian City.

## Geographie
Die Halbinsel hat eine Landfläche von 14.811 km². Die Region ist von bergigen Abschnitten durchzogen, vornehmlich im Zentralland der Provinzen Zamboanga del Norte und Zamboanga del Sur.
Die Halbinsel ist ein Ausläufer der Insel Mindanao und durch eine gerade einmal 16 km schmale Landenge zwischen den Buchten von Iligan und Illana von der Hauptinsel getrennt. Dadurch gehört die Provinz Misamis Occidental geographisch ebenfalls zur Zamboanga-Halbinsel, politisch aber zum Bezirk X Northern Mindanao. Hingegen zählen unter anderem die Inseln Olutanga, Sacol und Great Santa Cruz Island sowie Isabela City auf der Insel Basilan zur Region Zamboanga Peninsula.
Der Übergang der Halbinsel zu der restlichen Landmasse Mindanaos wird durch die Grenze zwischen den Provinzen Zamboanga del Sur und Lanao del Norte markiert.
Die Küstenlinie erstreckt sich auf 1330 km und bietet einen Zugang zur Sulusee, zum Golf von Moro, zur Sindangan Bay, zur Mindanaosee und zum nördlichen Teil der Celebessee, welche zu den reichhaltigsten Fischgründen des gesamten Landes gehören.
Entlang ihrer Küste prägen unzählige kleinere Inseln und Buchten das Landschaftsbild.
Der längste Fluss der Halbinsel ist der Sibougey River. Der größte Binnensee ist der 7,92 km² große Wood-See, der nördlich des 1.152 Meter hohen Mount Timolan liegt. Die höchste Erhebung der Halbinsel ist der Mt. Malindang mit 2404 m, der sich in der Provinz Misamis Occidental befindet.

## Demographie und Sprache
Laut der Volkszählung von 2015 hat die Region Zamboanga Peninsula eine Bevölkerungszahl von 3.629.783 Einwohnern.
Die am häufigsten gesprochene Sprache ist Cebuano. Die Sprachen Tagalog, Subanon, Chavacano, Ilonggo, Maguindanao, Boholano und Ilokano sind in der Region ebenso gebräuchlich.

## Geschichte
Der Name Zamboanga leitet sich vom malaiischen Wort "Jambangan" ab, das so viel bedeutet wie Platz der Blumen. Das Urvolk der Halbinsel waren die Subanos, die sich entlang der Flusstäler ansiedelten und Wanderfeldbau betrieben. Die nächsten Ankömmlinge waren Moslems, die sowohl vom nahen heutigen Malaysia als auch von den angrenzenden Provinzen hereindrängten und die Subanos in die Bergregionen vertrieben. Die Volksgruppen der Maguindanaos und Kalibugan waren Bauern, die Tausūg, Samal und Badjo waren Fischer und die Maranaos zählten sich zu Händlern und Handwerkern. Teppichweben war den muslimischen Einwanderern vorbehalten.
Später strömten zahllose Emigranten aus den Nachbarprovinzen auf die Halbinsel. Historisch betrachtet kamen die meisten aus den Visayas, Cebu, Bohol, Negros und Siquijor.
In der Zeit vom 17. Juli 1892 bis zum 31. Juli 1896 verbrachte der philippinische Volksheld José Rizal sein Exil in Dapitan, wo er sich humanitären Projekten widmete.
Als die Amerikaner um 1903 Mindanao mit militärischer Gewalt in die Moro-Provinzen aufteilten, wurde Zamboanga zu einem ihrer Distrikte. Unter der von den Amerikanern eingesetzten Zivilregierung wurde sie 1924 als eine eigene Provinz eingerichtet.
Später war Zamboanga City die Hauptstadt der gesamten Moro-Provinzen, die sich aus den fünf Distrikten Cotabato, Davao, Sulu, Lanao und Zamboanga zusammensetzten.
Um das Jahr 1940 wurden diese jedoch unabhängig und zu eigenständigen Provinzen ernannt. Zamboanga City blieb nun die Hauptstadt der verbliebenen Provinz Zamboanga. Während des Zweiten Weltkrieges wurde der Regierungssitz für kurze Zeit nach Dipolog City transferiert, ehe 1948 die Stadt Molave zur neuen Hauptstadt erklärt wurde.
Mit Inkrafttreten des "Republic Act Nr. 711" am 5. Juni 1952 wurde Zamboanga schließlich in zwei eigenständige Provinzen geteilt: die Provinz Zamboanga del Sur mit Pagadian City nahm den südlichen und Zamboanga del Norte mit Dipolog City als Hauptstadt den nördlichen Teil der Halbinsel ein. Zamboanga City blieb bis heute eine provinzfreie Stadt. Sowohl die Provinzen als auch die Stadt gehörten der neu gebildeten Region IX mit der Bezeichnung Western Mindanao an.
Am 22. Februar 2001 wurde mit dem Republic Act Nr. 8973 die Abspaltung der Provinz Zamboanga Sibugay umgesetzt. Am 19. September 2001 wurde die Region IX schließlich mit Inkrafttreten des Executive Order Nr. 36 schließlich in Zamboanga Peninsula umbenannt.

## Wirtschaft
Die Gegend besitzt großflächige Waldregionen, die hauptsächlich dem Export von Furnier-, Nutz- und Sperrholz dienen. Das Gebiet ist zudem reich an Bodenschätzen wie Gold, Chromit, Eisen, Blei und Mangan. Es beherbergt ebenso große Mengen an nichtmetallischen Ressourcen. So werden Kohle, Kieselerde, Salz, Perlen, Sand und Kies abgebaut und vertrieben. Die Fischgründe werden von der kommerziellen Fischindustrie genutzt, dienen aber auch der lokalen Fischerei als Nahrungsquelle. Es gibt zudem viele Fischfarmen, die sich auf die Zucht von Brack- und Süßwasserfischen spezialisiert haben.
Die Provinz besitzt große Vorräte an Blei (84 % der gesamten Vorkommen des Landes), 49 % der Zink-, 52 % der Quarz- und 34 % der Kieselerdevorkommen. Zudem ist die Halbinsel der Hauptlieferant von Kohle und Kieselerde auf den Philippinen.
Landwirtschaft und Fischerei sind die Hauptzweige der regionalen Ökonomie. Exportprodukte sind Öle, Kaffeebohnen, gemahlener Reis und Mais sowie aus Kautschuk hergestelltes Latex. Zudem werden in der gesamten Region aus den Naturprodukten Rattan, Bambus, Holz und Baumwolle Möbel, Körbe und Webereiprodukte hergestellt.
Die Städte Zamboanga, Dipolog und Pagadian sind regionale Zentren des Handels, der Bildung und der Finanzwirtschaft. Zamboanga City, als „Königin des Südens“ bezeichnet, ist ein touristisch interessantes Ziel und zudem eine der geschäftigsten Städte im westlichen Mindanao.

## Politische Gliederung
Zamboanga Peninsula war ursprünglich bekannt als Western Mindanao, ehe mit dem „Executive Order No. 36“ vom 19. September 2001 diese Bezeichnung gesetzlich annulliert wurde.
Zwischen 1975 und 1989 wurde die vorherige Region IX (Western Mindanao) mit dem “Presidential Decree No. 773” vom 21. August 1975 in zwei Unterregionen gegliedert.
Die Sub-Region IX-A beinhaltet die Inselprovinzen Basilan, Sulu und Tawi-Tawi mit Jolo als regionaler Mittelpunkt.
Sub-Region IX-B wiederum beinhaltet die Provinzen Zamboanga del Norte und Zamboanga del Sur mit der provinzfreien Stadt Zamboanga City als Mittelpunkt. Die Provinz Zamboanga Sibugay existierte zu dieser Zeit noch nicht.

### Verwaltungsgliederung
Die Region gliedert sich in drei Provinzen mit insgesamt 67 Verwaltungsgemeinden. Diese sind wiederum unterteilt in 1.904 Baranggays (Ortsteile).
Die Provinz besteht aus acht Kongress-Distrikten.
| Provinz/Stadt       | Hauptstadt    | Einwohnerzahl (2000) | Fläche (km²) | Bevölkerungsdichte (pro km²) |
| ------------------- | ------------- | -------------------- | ------------ | ---------------------------- |
| Zamboanga del Norte | Dipolog City  | 823.130              | 6.618,0      | 124,4                        |
| Zamboanga del Sur   | Pagadian City | 836.217              | 3.480,7      | 240,2                        |
| Zamboanga Sibugay   | Ipil          | 497.239              | 3.087,9      | 161,0                        |
| Zamboanga City      | —             | 601.794              | 1.483,4      | 405,7                        |
| Isabela City¹       | —             | 73.032               | 140,7        | 519,1                        |

¹ Isabela City liegt zwar auf der Insel Basilan, die Teil der Autonomous Region in Muslim Mindanao (ARMM) ist, die Stadt selbst ist jedoch politisch dem Bezirk Zamboanga Peninsula zugeordnet.

### Städte
Zamboanga Peninsula beherbergt fünf Städte, Dipolog City, Dapitan City, Isabela City, Pagadian City und die provinzfreie Stadt Zamboanga City.
- Dapitan City, Zamboanga del Norte
- Dipolog City, Zamboanga del Norte
- Isabela City, Basilan
- Pagadian City, Zamboanga del Sur
- Zamboanga City

Isabela City ist momentan Teil und Hauptstadt der Inselprovinz Basilan, die südlich der Halbinsel gelegen ist. Obwohl die Einwohner von Basilan in den jüngsten Volksentscheiden die Zugehörigkeit zur Autonomous Region in Muslim Mindanao (ARMM) befürworten, sprechen sich die Bewohner von Isabela City gegen eine solche Zugehörigkeit aus. Aus diesem Grund ist die Stadt selbst offiziell Teil des Bezirks Zamboanga Peninsula, festgelegt durch den oben bereits erwähnten „Executive Order Nr. 36“.

## Klima
Auf der Halbinsel herrscht ein tropisches Klima, welches vom Meer geprägt wird. Der Einfluss der umschließenden Meere bewirkt eine über das ganze Jahr ausgeglichene Temperatur von ca. 26 °C, die selten Schwankungen unterworfen ist. Die kurze und heiße Trockenperiode ist zwischen März und Mai zu erwarten. Von Juni bis Oktober dauert die Regenzeit mit teilweise sintflutartigen Schauern und vereinzelten Überflutungen. Zwischen November und Februar erreichen die Temperaturen hingegen höchstens die 30-Grad-Marke. Starke Regenfälle kommen in dieser Zeit hingegen nur selten vor.

## Sehenswürdigkeiten
Zu den Sehenswürdigkeiten der Halbinsel zählen:
- Der Rizal Shrine in Dapitan
- Das Sicayan Kliff bei Dipolog
- Das „Dakak Beach Resort“
- Fort Pilar bei Zamboanga City
- Zamboanga City
- Die 30 m hohen Buco Falls in der Stadtgemeinde Bayog
- Die Balumbunan Caves bei Bayog
- der Pasonanca Natural Park
- die Santa Cruz Inseln sind für ihre rosafarbenen Korallensandstrände berühmt.